# Shadow Fight
Shadow Fight là một series trò chơi điện tử (4 phiên bản) thuộc thể loại đối kháng hành động nhập vai được phát triển bởi hãng Nekki Games, Nga. Phiên bản đầu tiên của trò chơi, Shadow Fight 0 được phát hành năm 2001 bởi Evgeniy Dyabin, là tiền thân của series này. Phiên bản hoạt động trên Facebook của trò chơi, Shadow Fight 1 được phát hành vào ngày 12/2/2011, sau đó server của trò chơi đã đóng cửa vĩnh viễn ngày 27/10/2017 để game được thay thế hoàn toàn bởi các phiên bản mới hơn. Shadow Fight 2 đã được phát hành vào ngày 9 tháng 10 năm 2013, sau đó được phát hành trên toàn thế giới vào ngày 1 tháng 5 năm 2014, trên hai nền tảng di động là iOS và Android. Vào ngày 27 tháng 1 năm 2015, trò chơi được phát hành trên dòng hệ điều hành Windows. Và phiên bản mới nhất của series, Shadow Fight 3 đã được phát hành chính thức ngày 16 tháng 11 năm 2017, với đồ hoạ 3D từ công nghệ độc quyền Cascadeur của Nekki.
Game đã nhận được rất nhiều đánh giá và bình luận tích cực từ cộng đồng game thủ thế giới và các chuyên trang công nghệ.
Ngoài ra, phiên bản trả phí mở rộng, Shadow Fight 2 Special Edition, được phát hành vào tháng 8/2017, với mức giá 1,99 USD, là sự mở rộng và lược bớt một số chi tiết từ bản gốc 2, cùng với lối chơi mới và những điều cực kì đặc biệt chỉ có ở phiên bản này.

Thêm vào đó là 1 phiên bản khác cũng thuộc series này, Shadow Fight Arena là 1 phiên bản mới nhất của series này, với lối chơi mới hơn so với phần game trước đó và với các thay đổi mới đã được thêm vào từ phần game này.

## Mở đầu
Hiện tại chỉ còn 2 phiên bản tồn tại, Shadow Fight 2 (là các phiên bản mới hơn từ bản 1 và bản mở rộng) và Shadow Fight 3 (được phát triển độc lập hoàn toàn so với bản 2). Như vậy, sẽ có 2 phần mở đầu của câu chuyện dành cho 2 bản:
- Shadow Fight 2 (và mở rộng): Bạn sẽ hoá thân thành một chiến binh (samurai) huyền thoại thời xa xưa, chưa từng thua bất cứ một trận nào trong đời (giống như Độc Cô Cầu Bại vậy). Anh ta đi khắp nơi, tìm kiếm một kì phùng địch thủ, một trận chiến đáng giá dành cho mình và chinh phục mọi thử thách bằng tất cả khả năng. Cuối cùng, anh đã phá luật và bằng tất cả sự kiêu ngạo của mình, phá phong ấn của Cánh Cửa Bóng Tối (Gate Of Shadows), nơi chia cắt giữa thế giới bóng tối và loài người. Lúc đó, một luồng ma lực tuôn ra từ cánh cửa và toàn bộ thân xác của anh đã biến mất, chỉ còn lại cái bóng (Shadow), và những kẻ thù trong thế giới bóng tối đã được giải phóng. Anh sẽ phải đánh bại bọn họ để phong ấn cánh cửa lại một lần nữa, và chinh phục họ.
- Shadow Fight 3: Có cốt truyện kết nối chút ít với cốt truyện bản 2, có 3 hội chính sử dụng Sức Mạnh Bóng Tối (Shadow Energy) trong câu chuyện, Legion (Thần Binh Hội) và Dynasty (Triều đình), mâu thuẫn về tư tưởng và sức mạnh, cùng với một hội bí mật gồm những cao thủ am hiểu tường tận về sức mạnh bóng tối, Heralds (Sứ Giả Hội). Bạn sẽ là thành viên mới gia nhập của Lữ đoàn Bóng Tối (Shadow Squad), tay chân của Thần Binh Hội. Cuộc chiến giữa 2 hội kia chưa có hồi kết, và nhóm thứ 3, Sứ Giả Hội, sẽ làm mọi cách để dừng cuộc chiến này lại. Đồng thời, bạn sẽ gặp rất nhiều kẻ thù cũng như sức mạnh mới và phải làm mọi cách để bảo vệ chính bản thân cùng với toàn bộ thế giới đang đứng trên bờ vực diệt vong bởi sức mạnh bóng tối đang dần mất kiểm soát. Qua các trận đấu trong game, cái kết của trận chiến này sẽ dần được hé lộ.

## Lối chơi
Giống như những game đối kháng nhập vai (RPG) truyền thống, game được lấy cảm hứng từ những RPG lừng lẫy một thời như Tekken, Mortal Kombat (Rồng Đen). Bạn sẽ sử dụng bảng điều khiển D-Pad trên thiết bị để di chuyển và tấn công kẻ địch. Trò chơi được thiết kế với những đòn thế uyển chuyển, những pha tấn công hấp dẫn và những liên chiêu tuyệt đẹp nhờ công nghệ đồ hoạ độc quyền Cascadeur của Nekki (từng được tích hợp trong series game Vector của hãng). Có bốn loại vũ khí bạn có thể sử dụng:
Tay: có thể đánh tay không hoặc dùng vũ khí.
Chân: dùng cước để tấn công đối phương.
Vũ khí tầm xa (Phi tiêu): tấn công kẻ địch từ khoảng cách xa.
Ma pháp (Shadow Fight 2): dùng phép thuật để tấn công kẻ địch.
Sức mạnh bóng tối (Shadow Fight 3): Mở khoá năng lực đặc biệt của các vũ khí, bạn có thể sử dụng để tạo ra liên chiêu.
Bản 2 và bản 3 có sự khác nhau một chút về lối chơi, bản 2 tập trung vào sức mạnh của bạn, bản 3 tập trung vào kĩ năng của bạn.

## Độ khó
Trước khi bạn tham chiến, sẽ có một mục đo độ khó gồm 5 mức:
- Dễ (Easy): màu xanh, thắng rất đơn giản
- Trung bình (Normal): màu vàng, thắng đơn giản
- Khó (Hard): màu cam, cố một chút là thắng
- Rất khó (Insane): màu đỏ, khó thắng
- Bất khả thi (Impossible): màu tím, đầy thanh, khó đến mức không thể nhưng không phải là không thắng được.

## Chế độ chơi của Shadow Fight 2

### - Có tổng cộng có 6 chế độ chơi:
+ Hầu hết bạn đều cần đến Năng lượng (Energy) để chơi, trừ 2 chế độ Ascension và Underworld.

### - Chế độ chính
Cốt truyện: Có 7 boss chính, tương ứng với 7 chương và trong chương Interlude, bạn sẽ đánh lại tất cả các boss trong 6 chương đầu. Theo cốt truyện, bảy con boss này đều có đặc điểm và sức mạnh riêng, nhưng tóm lại chúng rất mạnh. Mỗi boss sẽ có 5 tên vệ sĩ và bạn phải hạ gục cả năm tên này để khiêu chiến boss, và sức mạnh của chúng sẽ tăng dần theo cốt truyện. Và vì chúng không dễ gì bị hạ gục, bạn cần mạnh hơn qua việc lên trang bị và kĩ năng, đòn thế (perk). Bạn có thể kiếm trang bị bằng tiền, ruby, và ở interlude bạn sẽ dùng đồng bạc làm tiền, chương 7 sẽ dùng điểm tinh hoa (Credit) làm tiền, chỉ có Ruby là được giữ lại xuyên suốt game.
Hạ gục được một con boss và vệ sĩ sẽ giúp bạn mở khoá cốt truyện và mở các chế độ chơi mới, cấp độ mới, trang bị mới và kĩ năng mới.

#### - Chế độ phụ
Đây là các chế độ giúp bạn kiếm tiền để mua trang bị và nâng cao kĩ năng là chính:

##### - Tournament (Giải đấu):
+Bạn sẽ chiến đấu với 24 kẻ địch tuần tự, 2 hiệp và 99 giây, ai thắng 2 hiệp sẽ thắng trận, sẽ giúp bạn kiếm khá nhiều vàng.
+ Ở mỗi giải đấu, khi bạn đánh đến kẻ địch thứ 12, bạn sẽ gặp một người Thách đấu (Challenger) với độ khó cao hơn nhiều, bạn có 1 lần đánh miễn phí, nếu giành chiến thắng bạn sẽ nhận được vũ khí của kẻ đó, sẽ giúp bạn khỏe hơn rất nhiều, còn nếu bạn thua thì hoặc là bạn sẽ để kẻ đó đi, hoặc là đấu lại bằng ruby (tăng dần).
+ Không áp dụng điều kiện đặc biệt.

##### - Survival (Sinh tồn):
+ Bạn sẽ chiến đấu chống lại 10 kẻ địch liên tục (6 từ Interlude trở đi) và không được thua dù chỉ một lần, là chế độ kiếm vàng dễ nhất, thể thức giống như trên.
+ Sau mỗi hiệp đấu, bạn được hồi một ít máu.

##### - Duels (Đấu trường):
+ Bạn sẽ chiến đấu bằng vũ khí bất kì, phần thưởng có thể là vé Ascension hoặc vàng, cần có kết nối mạng để chơi, thể thức giống như trên.
+ Điều kiện đặc biệt sẽ áp dụng ở chương 2 trở đi.

##### - Ascension (Thăng hoa):
+ Chế độ này chỉ có ở Chương 2: Con đường bí mật (Act II:Secret Path)
+ Bạn sẽ được Puppeteer (Nhà ảo thuật) dẫn bạn đến đỉnh Thăng Hoa, và mỗi lần vào đây bạn cần 3 vé hoặc mua 10 vé bằng 80 ruby để bắt đầu.
+ Bạn sẽ chiến đấu chống lại 5 kẻ địch, mỗi trận đấu sẽ có các điều kiện đặc biệt sẽ được nhắc đến sau, và bạn cần phải chiến thắng tất cả mà không được thua, nếu không bạn sẽ lại phải kiếm vé để vào lần nữa.
+ Sau mỗi lần bạn thua, lần sau khi vào bạn sẽ được tăng chỉ số Immunity, độ khó sẽ được giảm, bạn sẽ khỏe hơn và dễ chiến thắng hơn ở lần sau.
+ Ai thắng trước sẽ thắng luôn (BO1).
+ Nếu thắng cả năm trận bạn sẽ nhận được bộ trang phục đặc biệt (The Monk) với các thuộc tính đặc biệt.
+ Kể từ phiên bản v2.5.1 trở đi, chế độ này không còn khả dụng.

#### - Challenge (Thử thách):
+ Có từ chương 2
+ Kết cấu giống với Giải đấu nhưng sẽ áp dụng điều kiện đặc biệt cho mỗi trận, thể thức bình thường.

### - Chế độ đặc biệt:
- Underworld (Địa ngục):
+ Mở khóa khi bạn đánh bại vệ sĩ thứ hai (Brick) của Boss 1 (Lynx), nơi kĩ năng thể hiện rõ nhất, mọi perks của bạn sẽ không có hiệu lực
+ Là chế độ chơi trực tuyến qua server của Nekki, bạn sẽ được ghép tổ đội trực tuyến để săn quái vật với những người chơi khác (cần kết nối tài khoản, có kết nối mạng để chơi).
+ Người chơi sẽ chia làm 10 cấp độ từ 1 đến 10, cấp càng cao thì sẽ được săn boss cấp càng cao.
+ Có 3 tầng với các boss (Eternals) sau: (Tầng 3 hiện tại đã được mở)
- Tầng 1: Volcano, Megalith, Fungus (cấp 1), Vortex (cấp 3)
- Tầng 2: Fatum (cấp 4), Arkhos (cấp 5), Hoaxen (cấp 6)
- Tầng 3: Karcer (cấp 8), Drakaina (cấp 9), Tenebris (cấp 10). Có những boss chỉ săn được vào dịp lễ đặc biệt.

#### - Eclipse (Nhật thực):
+ Mở khóa ở chương 2 trở đi
+ Khi bạn bật chế độ này (bấm vào hình mặt trời trên bản đồ), độ khó của tất cả các chế độ chơi sẽ được tăng 1 bậc, đồng thời, trong chế độ này bạn có thể kiếm thêm vài thứ, Cầu Phép (Orbs) giúp bạn cường hóa và nâng cấp thuộc tính đặc biệt cho trang bị và bạn có thể kiếm vũ khí của các boss (trừ vũ khí của Titan)
+ Có thể bấm lần nữa để trở về chế độ bình thường.

## Shadow fight 3
Shadow Fight 3 - là trò chơi chiến đấu RPG trực tuyến tiếp tục câu chuyện của vũ trụ Shadow Fight với các nhân vật mới trong không gian 3D.
Được xuất bản bởi Nekki và được phát triển bởi Banzai Games . Đây là phần tiếp theo của Shadow Fight 2 . Sau quá trình thử nghiệm beta rộng rãi, trò chơi đã được phát hành tại Canada vào ngày 17 tháng 7 năm 2017, tại Ấn Độ vào ngày 27 tháng 10 năm 2017 và sau đó trên toàn thế giới vào ngày 16 tháng 11 năm 2017.
Không giống như những người tiền nhiệm của nó, Shadow Fight 3 không sử dụng bóng đen 2D phẳng để đại diện cho các võ sĩ. Thay vào đó, giờ đây chúng được hiển thị dưới dạng các nhân vật ba chiều sống động như thật trong môi trường 3D hoạt hình phong phú. Tuy nhiên, bóng vẫn tồn tại và có thể được truy cập thông qua một chế độ mới được gọi là Dạng bóng. Khi ở dạng này, các nhân vật có thể trở thành một cái bóng và có thể thực hiện các động tác bất chấp vật lý ngoạn mục dựa trên Khả năng Bóng tối của vật phẩm được trang bị .
Shadow Fight 3 có sẵn bằng tiếng Anh, tiếng Đức, tiếng Pháp, tiếng Nga, tiếng Trung (giản thể và phồn thể), tiếng Ý, tiếng Bồ Đào Nha, tiếng Tây Ban Nha, tiếng Thổ Nhĩ Kỳ, tiếng Nhật, tiếng Hàn, tiếng Hindi, tiếng Thái, tiếng Việt và tiếng Indonesia.

### Cốt truyện
Nhiều năm đã trôi qua kể từ các sự kiện của Shadow Fight 2. Mọi người đã quen với sự hiện diện của Năng lượng Bóng tối trong cuộc sống của họ và đã học cách sử dụng nó để mang lại lợi ích cho họ, cả trong chiến tranh và cuộc sống hàng ngày của họ. Thật không may, thái độ tích cực này không được chia sẻ bởi tất cả mọi người. Quân đoàn hùng mạnh đang chuẩn bị cho một cuộc tấn công vào vùng đất của Vương triều nhằm chấm dứt cái mà họ coi là "Mối đe dọa bóng tối". Mặt khác, người dân của Vương triều tin rằng, nếu sử dụng đúng cách, sức mạnh này sẽ giúp nhân loại giải quyết rất nhiều vấn đề. Một phe thứ ba đã xuất hiện từ trong bóng tối đằng sau những sự kiện này, Heralds bí ẩn.. Những chiến binh mặc đồ đen này biết về bản chất của Năng lượng bóng tối nhiều hơn những người khác, điều này khiến cả Vương triều và Quân đoàn sợ hãi... Giữa tình trạng hỗn loạn này, một anh hùng mới đã xuất hiện, quá khứ của họ bị bao vây trong bí ẩn và tương lai của họ là bất thành văn. Với sứ mệnh khám phá những bí ẩn của các phe phái, họ sẽ chấm dứt chiến tranh và cứu thế giới. Người chơi sẽ quyết định con đường mà họ sẽ đi.
Người chơi bắt đầu trò chơi với tư cách là tân binh cho Shadow Squad, một nhánh của Legion không ngần ngại sử dụng Shadow Energy. Khi tiến xa hơn, họ sẽ tiếp xúc với các phe phái khác và có thể thử nghiệm, kết hợp trang bị, học các chiến thuật, phong cách chiến đấu mới và cuối cùng đưa ra lựa chọn quyết định kết quả của cuộc chiến.

### Gameplay và tính năng
Shadow Fight 3 là trò chơi đầu tiên trong series có trình chỉnh sửa nhân vật chi tiết. Người chơi có thể tùy chỉnh hình đại diện trong trò chơi của mình bằng cách chọn tên, giới tính, đặc điểm khuôn mặt, cũng như kiểu tóc và màu sắc ngay từ đầu trò chơi. Trong suốt trò chơi, nhân vật người chơi này sẽ đạt được các cấp độ và kỹ năng mới, đồng thời phát triển theo hướng do người chơi lựa chọn.
Trò chơi có tính năng hành động chiến đấu chính xác, sống động như thật với cách điều khiển dễ học. Người chơi có thể chọn và kết hợp Vũ khí, Áo giáp, Mũ sắt và Vũ khí tầm xa mà nhân vật của họ sẽ sử dụng, dẫn đến hàng trăm cách kết hợp có thể. Mỗi thiết bị, ngoại trừ loại phổ biến, đều có khả năng tạo bóng độc đáo của riêng nó. Người chơi có thể tùy chỉnh thêm phong cách chiến đấu của mình bằng cách chọn các Đặc quyền và Di chuyển Đặc biệt phù hợp với lối chơi của họ. Tất cả các thiết bị, đặc quyền và di chuyển được phân loại thành các cấp khác nhau: Phổ biến, Hiếm, Sử thivà Huyền thoại với hạng cao hơn thường chứa nhiều vật phẩm hiệu quả hơn.
Người chơi có thể mua và nâng cấp các vật phẩm này thông qua bốn phương pháp: cửa hàng trong trò chơi , dưới dạng phần thưởng từ các nhiệm vụ hoặc bằng cách mở rương và gói tăng cường. Ba loại tiền tệ chính có thể được sử dụng để tạo thuận lợi cho quá trình này: tiền xu, đá quý và Năng lượng bóng tối.
Trò chơi có ba trường phái chiến đấu độc đáo, mỗi trường phái cung cấp hàng chục kỹ thuật võ thuật, vũ khí và trang bị mà người chơi có thể đạt được chuyên môn hoặc kết hợp để tạo ra một phong cách chiến đấu độc đáo. Ba chương đầu tiên của trò chơi tập trung vào việc giới thiệu người chơi với ba phe này - Legion, Dynasty và Heralds - cùng những bí mật và chương trình nghị sự của họ, sau đó họ phải lựa chọn giữa ba phe.
Ngoài các nhiệm vụ chính, trò chơi còn cho phép người chơi tham gia vào một số nhiệm vụ phụ mở rộng theo câu chuyện và cung cấp thêm thông tin về thế giới. Họ cũng có thể tham gia đấu tay đôi, chế độ người chơi đấu với người chơi hoàn chỉnh với hệ thống xếp hạng và phần thưởng riêng. Ngoài ra, một số sự kiện đặc biệt như Creepy Party được tổ chức theo thời gian, nơi người chơi có thể trau dồi kỹ năng của mình và giành được phần thưởng là trang bị Unique.

## Shadow Fight 4: Arena
Shadow Fight 4: Arena là một trong những game đối kháng được phát hành bởi Nekki và được phát triển bởi Banzai.Games . Đây là phần tiếp theo của Shadow Fight 3 . Khởi động nhẹ của trò chơi này chỉ được phát hành ở Canada, sau đó được phát hành trên toàn cầu vào ngày 3 tháng 11 năm 2020.
Shadow Fight 4: Arena hiện có bằng tiếng Anh, tiếng Đức, tiếng Pháp, tiếng Nga, tiếng Trung (giản thể và phồn thể), tiếng Ý, tiếng Bồ Đào Nha, tiếng Tây Ban Nha, tiếng Thổ Nhĩ Kỳ, tiếng Nhật, tiếng Hàn, tiếng Hindi, tiếng Thái, tiếng Việt và tiếng Indonesia.

### Gameplay và chế độ
Shadow Fight 4: Arena chủ yếu nói về lối chơi "Người chơi so với Người chơi". Mỗi nhân vật và địa điểm trong trò chơi đều có mối liên hệ độc đáo riêng với cốt truyện của Shadow Fight 3 . Có hai chế độ nhiều người chơi trong trò chơi này, Xếp hạng và Không xếp hạng, mỗi chế độ đều hỗ trợ 3v3 và 1v1 cho các nhân vật có thể chơi được.
Hiện tại, có 5 chế độ có sẵn:

#### Được xếp hạng
Nó cung cấp các trận chiến thời gian thực với những người chơi khác với hệ thống kết hợp được tối ưu hóa. Người chơi sẽ được so khớp theo cấp độ võ đường và đấu trường (Level) của nhau. Hiện tại, nó mang đến cơ hội so khớp với các đối thủ AI nếu quá trình so khớp mất quá nhiều thời gian. Và các vấn đề kỹ thuật như tốc độ internet chậm có thể khiến trải nghiệm của bạn khá khó khăn. Tuy nhiên, sau các trận đấu, thỉnh thoảng có các cuộc khảo sát hỏi về trận đấu thời gian thực của bạn. Chiến thắng mang lại cho bạn một số danh hiệu nhất định và thua sẽ lấy đi một số danh hiệu.

#### Trí tuệ nhân tạo
Chế độ này được cung cấp khi người chơi không thể tìm thấy người chơi khác. Người chơi có thể thực hành tất cả các kỹ năng của mình với AI tiên tiến trong thời gian thực để trở nên tốt hơn.

#### Chiến đấu cùng bạn bè
Chế độ này cung cấp khả năng chiến đấu với bạn bè. Hiện tại, nó có hai tùy chọn Lưu trữ và Tham gia. Mỗi thiết bị sẽ có Mã chiến đấu riêng có thể được gửi cho những người chơi khác để mời họ tham gia và chiến đấu với họ.

#### Sự kiện
Chế độ kiểm tra kỹ năng của người chơi so với những người chơi khác bằng các quy tắc chiến đấu độc đáo và làm mới hàng tuần với phần thưởng mới và các quy tắc chiến đấu khác nhau. Người chơi có thể chọn một đội ngẫu nhiên gồm 3 nhân vật với các đặc quyền ngẫu nhiên cho mỗi nhân vật. Hiện tại, đây là chế độ Trò chơi duy nhất yêu cầu người chơi thanh toán bằng tiền tệ trong trò chơi để tham gia vào các trận chiến. Nó cũng cung cấp cho người chơi những phần thưởng hậu hĩnh nếu họ giành chiến thắng trong cả 5 trận chiến.

#### Những câu chuyện
Đây là chế độ PvP nơi bạn có thể khám phá các địa điểm mới, chiến đấu với những tên trùm cực kỳ khó nhằn và nhận được nhiều phần thưởng hơn. Câu chuyện cho phép người chơi sử dụng bất kỳ anh hùng nào họ có và tài năng của họ, nhưng cấp độ của họ là tối thiểu, vì vậy kỹ năng của họ là bắt buộc. Người chơi giành được một 'ngôi sao' khi bạn giành chiến thắng trong tất cả các vòng. Một ngôi sao kiếm được một lần cho mỗi nhân vật khi người chơi hoàn thành tất cả các vòng. Khi giành được một số vòng nhất định, họ có thể giành được một loại tiền tệ mới gọi là 'bạc'. Người chơi thắng càng nhiều vòng thì càng nhận được nhiều bạc. Người chơi có thể sử dụng bạc để quay roulette mới. Cứ sau 10 lần quay, người chơi sẽ nhận được một chìa khóa rạn nứt và nó tồn tại trong hơn 300 ngày. Vì vậy, người chơi có thể nhận được rất nhiều phần thưởng.

## Shades: Shadow Fight Roguelike
Là một trò chơi hành động chiến đấu được phát triển bởi Nekki và Banzai.Games. Đây là phần tiếp theo trực tiếp của Shadow Fight 2 và đóng vai trò là phần tiền truyện của Shadow Fight 3, khiến nó trở thành một phần xen kẽ. Trò chơi vẫn giữ nguyên tính thẩm mỹ 2D phẳng có bóng của các trò chơi trước và giới thiệu một cơ chế mới có tên là Shades, cấp cho người chơi các khả năng đặc biệt để giành lợi thế trong các trận chiến. Trong Shades: Shadow Fight Roguelike, thế giới đã được cứu, nhưng hòa bình không kéo dài được lâu khi Shadow Rifts bí ẩn xuất hiện, dẫn đến những địa điểm ngẫu nhiên và ban cho những người du hành những khả năng mới gọi là Shades. Shadow phải điều hướng qua các Rifts này, sử dụng sức mạnh mới tìm thấy của mình để đóng chúng lại và khám phá ra bí ẩn về nguồn gốc của chúng.

## Liên Kết
- Shadow Fight 2.com
- Shadow Fight 3.com
- Shadow Fight 4 Arena.com